# Stefano Battistelli
Stefano Battistelli (n. 6 martie 1970, Roma, Italia) este un înotător italian, medaliat olimpic. A participat la două ediții ale Jocurilor Olimpice (1988, 1992) în care a câștigat două medalii de bronz.